# الخسائر البشرية في الحرب الروسية الأوكرانية
بلغ عدد الخسائر البشرية في الحرب الروسية الأوكرانية 6 أشخاص خلال ضم الاتحاد الروسي للقرم في عام 2014، وآلاف القتلى من المدنيين والقوات العسكرية خلال الحرب في دونباس (2014 – حتى اليوم) والغزو الروسي لأوكرانيا لعام 2022 (2022 - حتى اليوم).

## أزمة القرم
قُتل ستة أشخاص خلال ضم الاتحاد الروسي للقرم منذ 23 فبراير حتى 19 مارس من عام 2014. اشتملت الوفيات على: ثلاثة محتجين (مؤيدين لروسيا ومؤيد لأوكرانيا) وجنديين وجندي من القرم من قوات الدفاع عن الدولة. يُدرج الجنديان الأوكرانيين الذين قُتلا ضمن محصلة الوفيات العسكرية من الحرب في الدونباس بشكل نظامي. في 10 أغسطس من عام 2016 اتهمت روسيا القوات الخاصة الأوكرانية بتنفيذ هجوم بالقرب من بلدة أرميانسك في القرم أودى بحياة جنديين روسيين. رفضت الحكومة الأوكرانية التقرير ووصفته بأنه استفزاز.

## الحرب في الدونباس، قبل غزو العام 2022
قُدر العدد الإجمالي للوفيات في الحرب في دونباس، التي بدأت في 6 أبريل 2014، بين 13,100 و13,300 قتيلًا حتى 31 من شهر يناير من العام 2021. وفقًا للحكومة الأوكرانية قُتل 14 ألف شخصًا بحلول 13 مايو من عام 2021.

### إجمالي الوفيات
| التصنيف                                                                        | الوفيات                     | المدة الزمنية                 | المصدر                                               |
| الإجمالي                                                                       | قتلى بين 13,100 – 13,300    | 6 أبريل 2014 – 31 يناير 2021  | الأمم المتحدة                                        |
| الإجمالي                                                                       | 14 ألف قتيل                 | 6 أبريل 2014 – 13 مايو 2021   | الحكومة الاوكرانية                                   |
| مدنيون                                                                         | 3,393 قتيل (312 من الأجانب) | 6 أبريل 2014 – 30 سبتمبر 2021 | الأمم المتحدة                                        |
| القوات المسلحة الأوكرانية، الحرس الوطني الأوكراني، كتائب المتطوعين في أوكرانيا | 4,641 قتيل                  | 6 أبريل 2014 –23 فبراير 2022  | متحف التاريخ العسكري                                 |
| القوات الانفصالية الروسية في الدونباس                                          | 5,772 قتيل                  | 6 أبريل 2014 –11 فبراير 2022  | الأمم المتحدة والقوات الانفصالية الروسية في الدونباس |
| القوات المسلحة الروسية                                                         | 400 – 500 قتيل              | 6 أبريل 2014 –10 مارس 2015    | وزارة الخارجية الأمريكية                             |

في البداية، اختلف العدد المعلن لقتلى الجيش الأوكراني إلى حد كبير نظرًا إلى إخفاء الجيش الأوكراني للعدد الحقيقي للقتلى ضمن صفوفه، كما ذكر أطباء وناشطون وجنود ميدانيون، وأيضًا مشرع واحد على أقل تقدير. وذكر العديد من المسؤولين الطبيين أنهم كانوا مرهقين بشدة بسبب العديد الكبير من الإصابات. في النهاية، ذكرت وزارة الدفاع الأوكرانية أن الأعداد الرسمية هي الأعداد المسجلة من قبل المتحف الوطني للتاريخ العسكري، ولو أنها ما تزال غير مكتملة، مع تسجيل  4,629وفاة (4,490 لأشخاص معروفين و139 لأشخاص مجهولين) حتى 1 من شهر ديسمبر من عام 2021.
وفقًا للقوات المسلحة الأوكرانية، توفي 1,175 جنديًا أوكرانيًا لأسباب غير قتالية حتى 5 من شهر مارس من عام 2021. في وقت لاحق، لم يصرح الجيش عن أي أرقام جديدة حول خسائره غير الحربية، وذكر أنه بالإمكان اعتبار تلك الأرقام أسرار دولة.

### الوفيات حسب الإقليم
لا يتضمن الجدول التالي الوفيات البالغ عددها 298 إثر إسقاط طائرة الرحلة 17 التابعة للخطوط الجوية الماليزية أو الوفيات ضمن صفوف الجنود الأوكران، التي أدرجت ضمن قوائم منفصلة. 
| الإقليم       | القتلى                      | المدة الزمنية                 | المصدر                  |
| إقليم دونيتسك | 2,420قتيلًا بين مدني ومقاتل  | 6 أبريل 2014 – 15 فبراير 2015 | الأمم المتحدة           |
| إقليم لوهانسك | 1,185 قتيلًا بين مدني ومقاتل | 1 مايو 2014 – 15 فبراير 2015  | الأمم المتحدة           |
| إقليم دونيتسك | 5,042 قتيلًا بين مدني ومقاتل | 6 أبريل 2014 –18 فبراير 2022  | جمهورية دونيتسك الشعبية |
| إقليم لوهانسك | 1,328 قتيلًا بين مدني ومقاتل | 6 أبريل 2014 – 31 ديسمبر 2017 | جمهورية لوغانسك الشعبية |

### المفقودون والأسرى
في بداية شهر يونيو من عام 2015، تحدث تقرير للنيابة العامة في إقليم دونيتسك عن أن 1,592 شخصًا باتوا في عداد المفقودين ضمن المناطق التي تقع تحت سيطرة الحكومة، وقد حدد موقع 208 من بينهم. في الوقت نفسه، ذكر تقرير أصدرته الأمم المتحدة أن ما بين 1,331 و 1,460شخصًا كانوا في عداد المفقودين، من بينهم 378 جنديًا و216 مدنيًا. وأُكد وجود أو دفن 345 جثة مجهولة الهوية، معظمهم من الجنود، في المشرحات في أوبلاست دنيبروبيتروفسك. حتى أواخر أكتوبر، كان الرقم الإجمالي لعدد الوفيات 774 شخصًا حسب تقديرات الحكومة، من بينهم 271 جنديًا. وحتى نهاية شهر ديسمبر من عام 2017، كان العدد المؤكد للمفقودين من الجانب الأوكراني يبلغ 402 شخصًا، من بينهم 123 جنديًا. وذكر الانفصاليون أيضًا أن عدد المفقودين من جانبهم كان يبلغ حتى منتصف شهر ديسمبر من عام 2016 433 شخصًا، و321 حتى منتصف شهر فبراير من عام 2022.
وفقًا لخدمة أمن أوكرانيا، حتى منتصف شهر مارس من عام 2015 أُطلق سراح 1,553 انفصاليًا من الأسر خلال تبادل أسرى بين الطرفين. وفي وقت لاحق من أواخر شهر شباط من عام 2016 أطلقت أوكرانيا سراح 322 شخصًا، في حين أطلق المتمردون بحلول شهر سبتمبر سراح 1,598 فردًا من قوات الأمن و1,484 مدنيًا. ووردت أنباء عن أن 1,110 مقاتلًا ومؤيدًا انفصاليًا، من بينهم 743 مدنيًا، كانوا ما يزالون محتجزين من قبل القوات الأوكرانية حتى أواخر شهر مارس من عام 2016. في شهر ديسمبر حُدث رقم الأسرى الانفصاليين ليبلغ 816 انفصاليًا، من بينهم 287 و646 مدنيًا. في نهاية شهر مايو من عام 2015، أُطلق سراح قائد مطار دونيتسك الأوكراني، أوليغ كوزمينيخ، الذي كان قد أُسر خلال معركة المجمّع.
في شهر ديسمبر من عام 2017، حدث تبادل أسرى كبير أطلق فيه المتمردون سراح 73 أسيرًا من أصل 176 كانوا لديهم، في حين أطلقت أوكرانيا سراح 306 من أسراها البالغ عددهم 380. ومن بين أولئك الذين أُطلق سراحهم من قبل أوكرانيا، رفض 29 ممن كانوا قد أُحضروا إلى نقطة التبادل العودة إلى المناطق التي كانت تحت سيطرة الانفصاليين، فيما لم يذهب 40 ممن كان قد أُطلق سراحهم مسبقًا. في حين كان هناك 32 جنديًا بين أولئك الذين أُطلق سراحهم من قبل المتمردين. وقد رفع ذلك العدد الإجمالي للأسرى الذين أُطلق سراحهم من قبل المتمردين إلى 3,125. وكان هناك 74 جنديًا بين أولئك الذين ما يزالون محتجزين لدى الانفصاليين. وفي شهر يونيو من عام 2018 حُدث رقم الأسرى المطلق سراحهم إلى 3,224، في حين حُدد رقم أولئك الذين كانوا ما يزالون محتجزين لدى المتمردين ب113 متمردًا. بنهاية شهر ديسمبر من عام 2019، وقع تبادل جديد للأسرى مع إطلاق أوكرانيا سراح 124 مؤيدًا للانفصاليين ومقاتلًا ضمن صفوفهم، في حين أعاد المتمردون 76 أسيرًا، من بينهم 12 جنديًا، إلى أوكرانيا. وقرر خمسة أو ستة أسرى آخرون كان قد أُطلق سراحهم من قبل الانفصاليين البقاء في المناطق التي كانت خاضعة لسيطرة المتمردين.

### مقاتلون أجانب
انخرط في الصراع متطوعون أجانب قاتلوا إلى جانب الطرفين. وذكرت منظمة كارغو 200 غير الحكومية أنها وثقت وفاة 1,479 مواطنًا روسيًا أثناء قتالهم بين صفوف القوات المتمردة. قدرت وزارة الخارجية الأمريكية أن بين 400 و500 من هؤلاء كانوا جنودًا روس نظاميين. قُتل أيضًا جندي قيرغيزي وجندي جورجي أثناء قتالهما إلى جانب الانفصاليين. إضافة إلى ذلك، قُتل على الجانب الأوكراني ما لا يقل عن 211 مواطنًا أوكرانيًا مولودين خارج البلاد و13 أجنبيًا. ومن بين القتلى هؤلاء كان قائد المتمردين الشيشاني السابق عيسى موناييف.
في أواخر شهر أغسطس من عام 2015، ووفقًا لتقرير مسرب من قبل موقع إخباري روسي، بزنس لايف، قُتل 2000 جندي روسي في أوكرانيا حتى 1 فبراير من عام 2015.
- مدنيون أجانب وصحفيون
- قُتل 306 مدنيًا أجنبيًا في الحرب في الدونباس قبل غزو العام 2022:
- 298 مسافرًا وطاقم طائرة الرحلة 17 التابعة للخطوط الجوية الماليزية
- الصحفي الإيطالي أندريا روتشيلي، ومنظفه ومترجمه الخاص، الناشط أندريه ميرونوف
- أربعة صحفيين روس وموظفي وسائل إعلام آخرين: إيغور كورنيليوك وأنتون فولوشين، مراسل ومهندس صوت على التوالي، أناتولي كليان، فني كاميرا، وأندي شتينين، مصور صحفي
- قُتل مدني روسي واحد في قصف دونيتسك، روسيا
- دبلوماسي ليتواني

### ألغام أرضية وبقايا متفجرة أخرى
نتيجة للصراع، أصبحت مساحات واسعة من إقليم الدونباس ملوثة بالألغام وبقايا متفجرة أخرى من الحرب. ووفقًا لمنسق الشؤون الإنسانية في أوكرانيا التابع للأمم المتحدة، كانت أوكرانيا في عام 2020 واحدة من الدول الأكثر تأثرًا بالألغام في العالم، مع عدد إصابات بلغ نحو 1200 إصابة منذ بداية الصراع في عام 2014. تحدث تقرير أصدرته منظمة اليونيسيف في ديسمبر من عام 2019 عن إصابة أو وفاة 172 طفلًا بسبب الألغام ومتفجرات أخرى.